# باغ نو (أمجز)
باغ نو (بالفارسية: باغ نو) هي قرية تقع في إيران في قسم أمجز الريفي.